# Èlia Capitolina

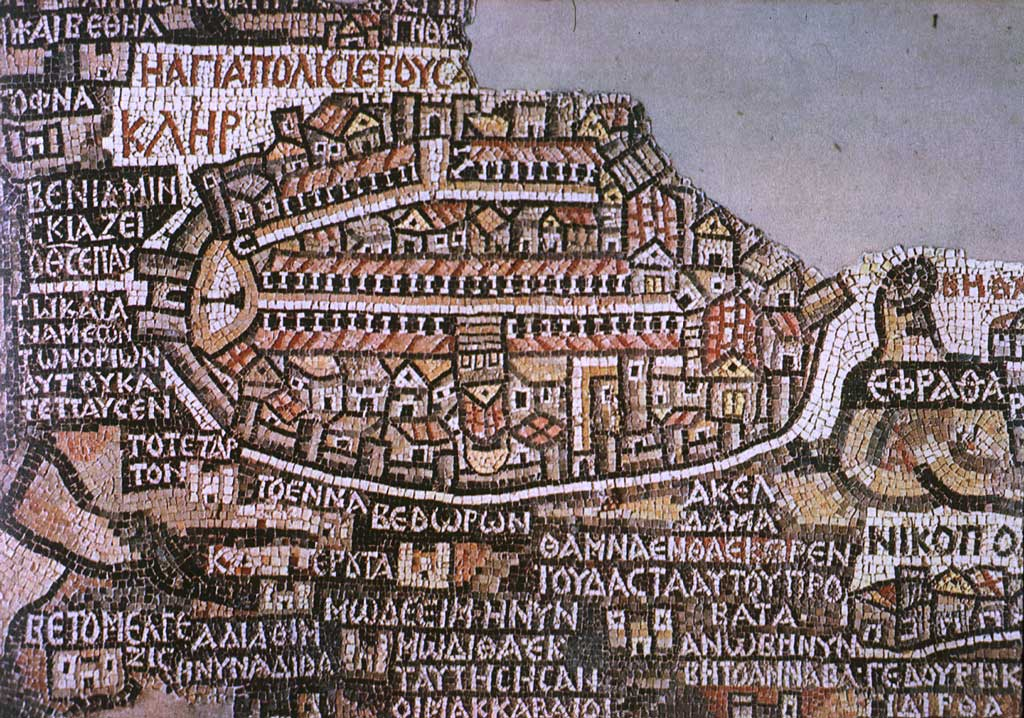
Mosaic del segle VI de Jerusalem

Èlia Capitolina (en llatí: Colònia Aelia Capitolina) era una ciutat construïda per l'emperador Hadrià l'any 131 per ser ocupada com colònia, posició diferent a la de polis; la construí sobre l'antiga Jerusalem, que estava en runes quan ell visità la província de Síria Palestina.

## Nom
«Èlia» deriva del nom d'Hadrià, Eli, mentre que «Capitolina» significa que la nova ciutat es dedicava a Júpiter, el seu temple a Roma es trobava al Capitoli, i el nou temple es va construir sobre les runes del Temple de Jerusalem.
El nom llatí Aelia és l'origen etimològic del terme àrab Iliya (إلياء), l'antic nom islàmic per Jerusalem fins que es va imposar el nom d'Al-Quds (القدس), el sagrat.

## Construcció
La Legió VI Ferrata, fou assentada a la província per mantenir l'ordre i, els treballs de construcció van començar en l'any 131 després que el governador de Judea, Quint Tineu Ruf, en va dur a terme la cerimònia de fundació. Una moneda romana amb la inscripció Aelia Capitolina de l'any 132 confirma la data.
L'anunci de la construcció del Temple de Júpiter va provocar la segona guerra jueva-romana, la revolta de Bar Kokhebà, entre els anys 132 i 136. A continuació, els romans van prohibir als jueus viure en la ciutat, prohibició que va continuar fins al segle iv, amb Constantí I el Gran.

## Descripció
El pla urbà d'Èlia Capitolina era el d'una ciutat romana típica, a on els carrers principals es creuaven formant un rectangle. El carrer principal, flanquejat per files de columnes i amb botigues, tenia a prop de 22 m d'amplada (l'equivalent a una carretera actual de sis carrils). El cardo maximus acabava en l'àrea de l'actual carrer de David.
La ciutat es va construir sense muralles, i una guarnició de la Legió X Fretensis fou l'encarregada de protegir-la durant la resta del període romà. El destacament era responsable d'evitar que els jueus tornessin a la ciutat.
La majoria de les restes associades a Èlia Capitolina es troben en la meitat nord de l'anomenada Ciutat Vella, fet que indicaria que la porta de Damasc no seria l'entrada al cardo maximus, sinó la plaça central on es trobava el Fòrum Romà.